# Brömster
Brömster är ett svenskt efternamn, som även använts som soldatnamn.
Den 31 december 2012 fanns 79 personer med efternamnet Brömster i Sverige.
Brömster var båtsmansnamn i Nordmalings socken, i Västerbotten, avseende Rote 163 Brömster.
Totalt 31 personer finns upptagna mellan 1680-talet och 1850-talet, som båtsman eller fördubblingsbåtsman i Medelpad eller Ångermanland.

## Personer med efternamnet Brömster
- Maria Lundqvist-Brömster (född 1956), folkpartistisk politiker